# Dryopoa
Dryopoa és un gènere de plantes de la família de les poàcies, ordre de les poals, subclasse de les commelínides, classe de les liliòpsides, divisió dels magnoliofitins. L'única espècie coneguda és nativa de Nova Gal·les del Sud, Tasmània i Victòria.

## Taxonomia
- D. dives (F. Muell.) Vickery